# LTH

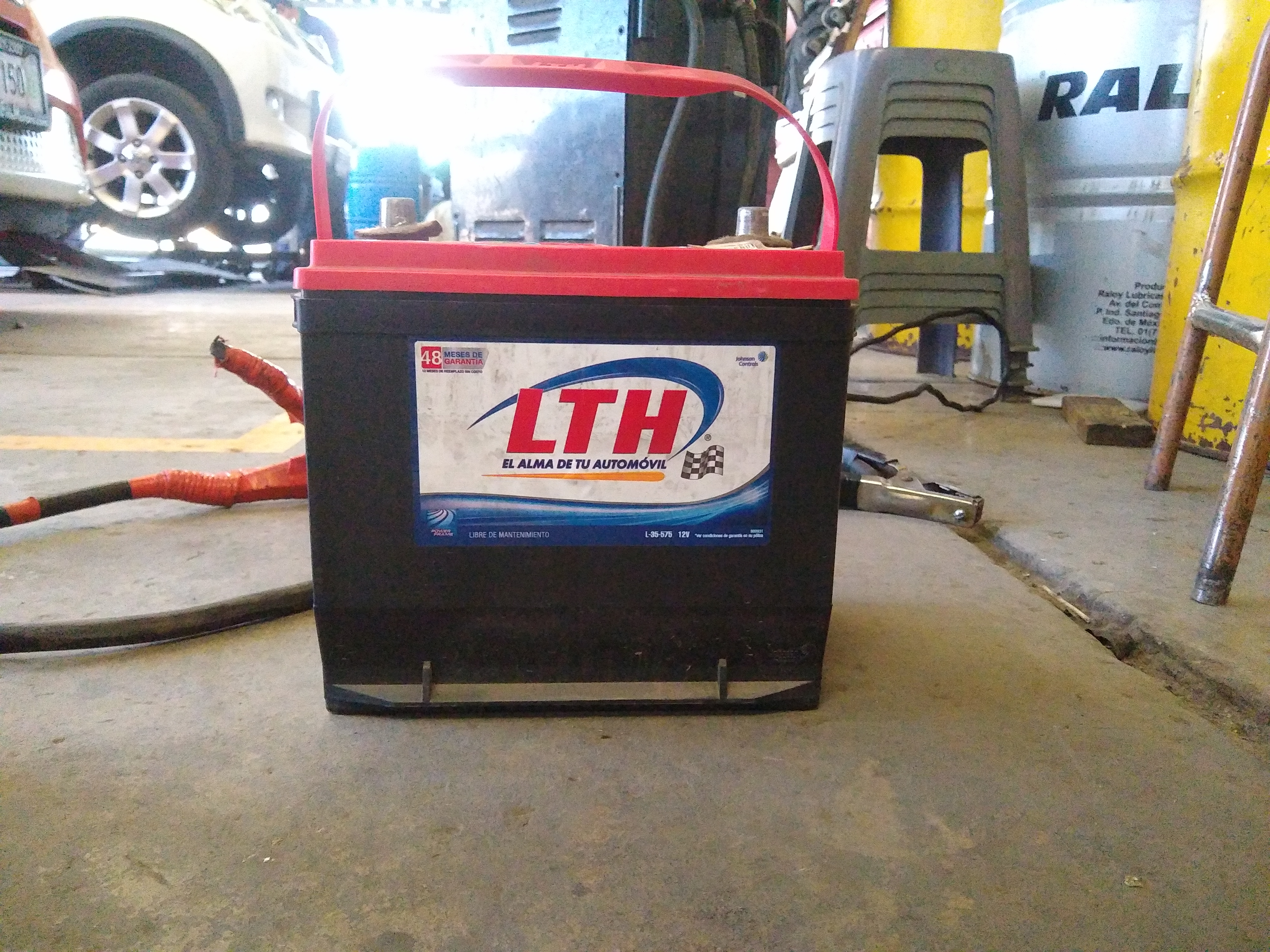
Batería para auto, marca LTH.

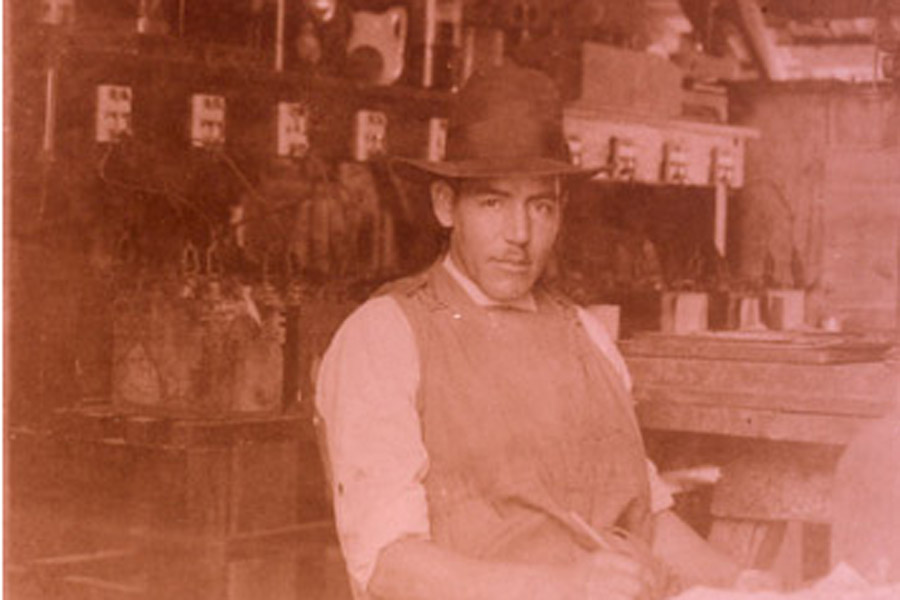
Luis T. Hernández Terrazas.

LTH es una marca de acumuladores mexicana la cual fue adquirida en el año 2004 por la corporación Johnson Controls. LTH fue establecida en el año 1928 por Luis T. Hernández Terrazas en la ciudad de Monterrey, Nuevo León, México, derivando las siglas de la misma por las iniciales de su nombre.
Luis T. Hernández Terrazas nació en la Mesa de Cristo Rey, en el estado de Chihuahua, donde estudió electricidad por correspondencia, inicialmente trabajó en mejorar el sistema de manivela de arranque de motor. Sin embargo, se percató de que esta técnica de arranque de coches estaba por desaparecer, por lo que enfocó sus esfuerzos en crear una batería que mantuviera la carga durante un tiempo considerable. Al cumplir 20 años de edad, se mudó a la ciudad de Monterrey, Nuevo León, México con el fin de buscar mercado para su producto.